# کاربران فعال

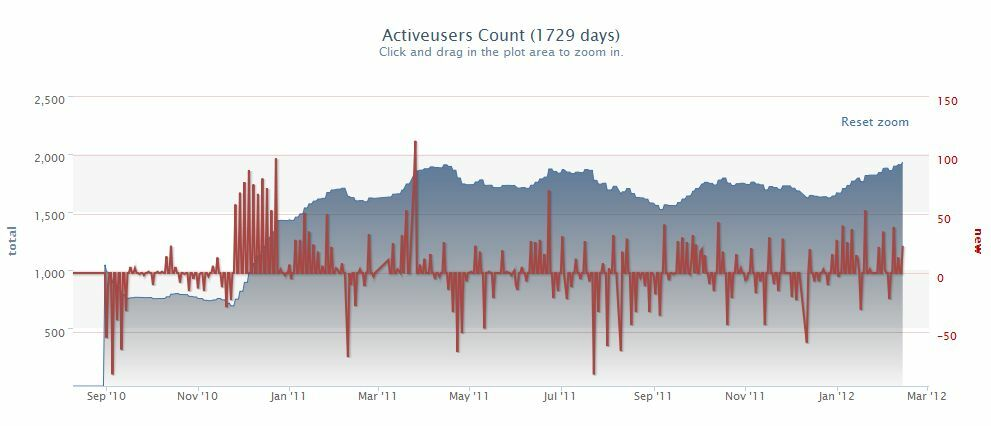
گراف فعالیت

تعداد کاربران فعال (انگلیسی: Active users) مثل کاربران فعال ویکی پدیا یک معیار عملکردی برای موفقیت یک محصول اینترنتی مانند خدمات شبکه اجتماعی، بازی آنلاین یا برنامه کاربردی تلفن همراه است. مانند همین همکاری  کاربران فعال ویکی پدیا   این روش نشان می‌دهد که چگونه بسیاری از کاربران با محصول یا سرویس در یک فاصله معین با هم همکاری و  تعامل دارند. این آمار به صورت کاربران فعال ماهانه، هفتگی یا روزانه مورد ارزیابی قرار می‌گیرد.
کاربران فعال با استفاده از داده‌های داخلی شرکت خاص محاسبه می‌شوند. هر شرکت روش خاص خود برای تعیین تعداد کاربران فعال را دارد، و بسیاری از شرکت‌ها جزئیات خاصی در مورد نحوه محاسبه آن‌ها ندارند. برخی شرکت‌ها در طول زمان تغییرات را در روش محاسبه خود ایجاد می‌کنند.